# パウダー・リバーの対決
パウダー・リバーの対決（パウダー・リバーのたいけつ、en:Powder River)は、1953年に公開されたアメリカ合衆国の西部劇映画。
監督ルイス・キング。出演ロリー・カルホーン、コリンヌ・カルヴェ、キャメロン・ミッチェル。